# Aérodrome d'Ísafjörður
Pour les articles homonymes, voir IFJ.
L'aérodrome d'Ísafjörður (code IATA : IFJ • code OACI : BIIS) est un aéroport islandais desservant la ville d'Ísafjörður, située sur la côte ouest de l'île. 

## Situation
| \| 40 km1:1 908 000 \| Akureyri Bakki Blönduós Breiðdalsvík Bíldudalur Djúpivogur Egilsstaðir Fagurhólsmýri Fáskrúðsfjörður Gjögur Grundarfjörður Grímsey Hornafjörður Hólmavík Húsavík Keflavík Kópasker Mývatn Norðfjörður Ólafsfjörður Patreksfjörður Raufarhöfn Reykjavík Rif Sauðárkrókur Selfoss Siglufjörður Stykkishólmur Vestmannaeyjar Vopnafjörður Ísafjörður Þingeyri Þórshöfn |
| 40 km1:1 908 000 |

## Destinations desservies
| Compagnies | Destinations |
| ---------- | ------------ |
| Icelandair | Reykjavik    |

Actualisé le 02/06/2023